# Antonio Monda
Antonio Monda (Velletri, 19 ottobre 1962) è uno scrittore, direttore artistico e conduttore televisivo italiano.
Insegna presso il Film and Television Department della New York University e collabora a varie testate giornalistiche, tra le quali La Repubblica, The Hollywood Reporter e RAINews 24. In precedenza ha scritto anche su Il Mattino, La Stampa e sulla Rivista dei Libri/The New York Review of Books.

## Biografia
Ha vissuto i primi anni della propria vita a Cisterna di Latina, dove il padre Dante, originario di Marigliano, era sindaco democristiano in una delle prime giunte di centrosinistra.

La città di adozione è stata Roma, dove il padre si è trasferito per esercitare il mestiere di avvocato. È lì che ha studiato presso l'istituto Massimiliano Massimo e si è quindi laureato in giurisprudenza presso l'Università La Sapienza. Nel 1994 si è trasferito a New York, dove vive insieme alla moglie Jacqueline Greaves, giamaicana, e ai figli Ignazio, Caterina e Marilù, autrice della saga fantasy L’eredità dell’ombra (2012). È nipote, da parte materna, di Riccardo Misasi, uomo politico democristiano che è stato ministro della Pubblica Istruzione e del Mezzogiorno. Il fratello Andrea Monda, dal 2018 direttore dell'Osservatore Romano, è autore di numerosi saggi sulla narrativa fantastica di J. R. R. Tolkien e C. S. Lewis, oltre che di Benedetta Umiltà, un saggio su papa Benedetto XVI. 
Dopo il primo romanzo Assoluzione, incentrato sul problema della presunzione d'innocenza e dell'etica del diritto, ha dato il via a un progetto letterario di dieci libri ambientati a New York nel ventesimo secolo. Ognuno di questi romanzi è ambientato in un decennio diverso, e i libri sono legati da personaggi ricorrenti. Il primo romanzo della serie è L'America non esiste, vincitore del premio Premio Cortina d'Ampezzo, ambientato negli anni cinquanta, a cui ha fatto seguito La casa sulla roccia (anni sessanta), Ota Benga (anni dieci), L'indegno (anni settanta), L'evidenza delle cose non viste (anni ottanta), Io sono il fuoco (anni quaranta), Nel territorio del diavolo (anni novanta), Il principe del mondo (anni venti) e Il numero è nulla (anni trenta). In tutte queste opere risulta evidente un interesse per temi etici e spirituali e una costante riflessione sul senso ultimo dell'esistenza.
Oltre ai romanzi ha scritto la raccolta di racconti e immagini Nella città nuda (2013), i saggi La Magnifica Illusione, Viaggio nel cinema americano (2004), Tu Credi? Conversazioni su Dio e la religione (2006), Hanno preferito le tenebre (2010) e Lontano dai sogni (2011), un libro intervista con Ennio Morricone, e Il Paradiso dei lettori innamorati (2013), una raccolta di interviste a grandi scrittori sui loro film preferiti. Nel 2005, ha organizzato al Museum of Modern Art di New York, insieme a Mary Lea Bandy, una retrospettiva su cinema e spiritualità intitolata The Hidden God, in occasione della quale ha curato un'antologia pubblicata dalla casa editrice del museo.
In occasione dell’uscita americana di Unworthy (L’Indegno), presso Penguin Random House, Philip Roth ha scritto: “con finezza narrativa Monda ha realizzato un libro potente e compatto, che sembra un morboso racconto erotico del Boccaccio, nel quale viene esposto la tormentata lussuria del clero.”  I suoi libri sono tradotti in inglese, francese, spagnolo, olandese, portoghese, brasiliano, ebraico, giapponese, coreano e cinese.
La sua prima attività lavorativa è nel cinema, dove ha lavorato come assistente di Paolo e Vittorio Taviani ne La Notte di San Lorenzo (1981). Ha diretto numerosi documentari, tra i quali Oltre New York, viaggio nella cultura ebraica americana (1986), Stranieri in America (1987) e il lungometraggio Dicembre, presentato al Festival di Venezia nel 1990.
All'arrivo negli Stati Uniti ha lavorato per cinque anni come super (una via di mezzo tra il portiere e l'uomo di fatica di un palazzo) presso uno stabile dell'Upper East Side. Inizia in quello stesso periodo la carriera universitaria, che lo porta a conseguire la tenure presso la New York University nel 2003. Parallelamente, il suo appartamento su Central Park West diviene uno dei più importanti salotti culturali newyorkesi, frequentato abitualmente da personalità quali Meryl Streep, Al Pacino, Tom Hanks, Don DeLillo, Bernardo Bertolucci, Derek Walcott, Paul Auster, Martin Scorsese, Philip Roth e Arthur Miller.
Il New York Times lo ha definito “il più vitale, se non l’ultimo salotto culturale di New York.” Antonio Di Bella ha dedicato al salotto la sua canzone “85 e Central Park West".
Ritorna al cinema recitando per Wes Anderson ne Le avventure acquatiche di Steve Zissou (2005), e poi, co-producendo, con Davide Azzolini, Enzo Avitabile music life, diretto da Jonathan Demme. Il documentario viene presentato al Festival di Venezia del 2012.
Ha curato e organizzato numerose mostre presso il MoMA, il Solomon Guggenheim Museum, il Lincoln Center, il Museum of Moving Images. Insieme a Richard Pena e Giorgio Gosetti, ha creato nel 2000 Open Roads, New Italian Cinema, retrospettiva di cinema italiano presso il Lincoln Center.

Nel 2004 ha creato, insieme a Mario Sesti, Viaggio nel cinema americano, organizzando e moderando incontri con i protagonisti del cinema statunitense presso l'Auditorium di Roma.
Nel 2006 ha fondato insieme a Davide Azzolini, il festival letterario Le Conversazioni, di cui è direttore artistico, che si tiene a cavallo tra giugno e luglio a Capri. Dal 2009 Le Conversazioni ha cominciato ad ospitare eventi anche presso la Morgan Library e la New York Historical Society di New York e quindi anche a Roma, Napoli, Palermo e Bogotà.
Nel 2020, ha avviato nell'ambito delle Conversazioni, un progetto online chiamato Writers on Writers, nel quale 180 tra le personalità più importanti del mondo dell'arte e della cultura  hanno letto in video un brano del loro libro preferito. Tra i partecipanti: Woody Allen, Renzo Piano, Orhan Pamuk, Marilynne Robinson, Richard Gere e Frances McDormand.
Dal 2015 al 2021 è stato Direttore Artistico della Festa del Cinema di Roma. Tra le novità apportate l'abolizione del concorso e la creazione degli Incontri Ravvicinati, che da allora sono diventati l'elemento caratterizzante della Festa.
Insieme a Maurizio Molinari ha condotto per il TG5 la trasmissione di approfondimento Lettera da New York e in seguito ha collaborato con il telegiornale de La7. Dall'ottobre del 2013 è autore e conduttore della rubrica Central Park West per RaiNews24, e dal marzo 2021 del podcast New York Stories per La Repubblica.it. Da novembre 2020 è autore e conduttore della rubrica I film della mia vita, distribuito inizialmente sulla piattaforma RaiPlay e dal 2023 diffuso sul sito La Repubblica. Nell'aprile del 2023 inizia a collaborare per The Hollywood Reporter. 
Dal 1994 insegna nel dipartimento di cinema della Tisch School of the Arts della New York University.
Nel 2015 Il Foglio, a firma di Annalena Benini, ha pubblicato un suo ritratto intitolato "L'arte di essere Antonio Monda"
Il New York Times gli ha dedicato due lunghi ritratti, nel 2007 e nel 2014, dove lo ha definito "un istituto di cultura raccolto in una sola persona" e "il custode della gloria di New York".

## Riconoscimenti
- Vincitore del Premio Carro d'Oro per Dicembre (1990)
- Vincitore del Premio Cinema Giovane for Dicembre (1990)
- Vincitore del Premio Navicella per Dicembre (1990)
- Candidato al David di Donatello come miglior regista esordiente per Dicembre (1990)
- Vincitore del Premio Efebo d'Oro per il miglior libro sul cinema per La magnifica illusione (2003)
- Vincitore del Premio Cortina d'Ampezzo per il romanzo L'America non esiste (2010)
- Menzione speciale del premio Giulietta per il romanzo L'evidenza delle cose non viste (2016)
- Vincitore del Premio Biagio Agnes per il romanzo Io sono il fuoco (2018)
- Il 3 giugno 2019 il Presidente della Repubblica Italiana Sergio Mattarella lo ha insignito dell'onorificenza di Ufficiale al Merito della Repubblica
- Vincitore del Premio Amerigo (2023)

## Opere
- La magnifica illusione, 2003; Nuova edizione riveduta e ampliata, 2007
- Tu credi? Conversazioni su Dio e la religione, Fazi Editore, 2006 ISBN 88-8112-712-1
- The Hidden God, 2005, MoMA
- Assoluzione, Milano, Arnoldo Mondadori Editore, 2008, ISBN 88-04-57361-9
- Hanno preferito le tenebre. Dodici storie del male, Milano, Arnoldo Mondadori Editore, 2010, ISBN 978-88-04-56479-9
- Lontano dai sogni, Arnoldo Mondadori editore, 2010 [biografia di Ennio Morricone]
- L'America non esiste, Milano, Mondadori, 2012
- Il paradiso dei lettori innamorati, Milano, Mondadori, 2013
- Nella città nuda, Milano, Rizzoli, 2013
- La casa sulla roccia, Milano, Mondadori, 2014
- Ota Benga, Milano, Mondadori, 2015
- L'indegno, Milano, Mondadori, 2016
- L'evidenza delle cose non viste, Milano, Mondadori, 2017
- Io sono il fuoco, Milano, Mondadori, 2018.
- Nel territorio del diavolo, Mondadori, 2019
- Il principe del mondo, Mondadori, 2021, ISBN, 9788804735984
- Il numero è nulla, Mondadori, 2023, ISBN 9788804761228
- Incontri ravvicinati, introduzione di Jonathan Safran Foer, La Nave di Teseo, 2024, ISBN 9788834619216